# Aconophora compressa
Espèce
Aconophora compressa est une espèce d'insectes hémiptères de la famille des Membracidae, originaire du Mexique, d'Amérique centrale et de Colombie.
Ce membracide de 8 mm de long est un insecte piqueur-suceur qui se nourrit de sève élaborée et qui était spécialisé dans son aire d'origine sur les plantes du genre Lantana. Il est surtout connu depuis son introduction en Australie en 1995 comme agent de lutte biologique pour tenter de maîtriser l'expansion de Lantana camara, une plante envahissante originaire des Antilles. L'expérience a toutefois montré ses limites, l'insecte ayant une nette propension à attaquer d'autres espèces de plantes, non-ciblées, de la famille des Verbenaceae.